# Galaxius Mons
Galaxius Mons je hora na povrchu Marsu, které se nachází severním směrem od štítové sopky Elysium Mons. Velikost základny dosahuje 22 kilometrů vypínajíce se 3 km nad okolní krajinu.
Pojmenována byla v roce 1991 dle klasického albedového jména. Hora se dříve nazývala Hrad Ridge, ale později se zažil název Galaxis Mons. Předpokládá se, že hora vznikla jako projev podzemní erupce vodního ledu a lávy, která vytvořila těleso hory.